# Ломбардо, Дженнифер
Дженнифер Ломбардо (итал. Jennifer Lombardo; род. 24 июня 1991, Палермо) — итальянская тяжелоатлетка, участница чемпионатов мира, серебряный призёр чемпионата Европы.

## Биография
Дженнифер Ломбардо родилась 24 июня 1991 года.

## Карьера
Дженнифер выступила на юниорском чемпионате мира 2009 года в категории до 58 килограммов, где заняла 14-е место, подняв в сумме 156 килограммов. В том же году приняла участие на юниорском чемпионате Европы, где показала результат на 6 килограммов хуже, но стала шестой. На чемпионате Европы до 23 лет сумела поднять всего 148 кг и стала восьмой.
В 2011 году на взрослом чемпионате Европы подняла в сумме 167 килограммов, заняв итоговое пятое место. Такой же вес она поднимала годом ранее на юниорском чемпионате Европы, где стала восьмой. На взрослом чемпионате мира она ещё лучше улучшила свои результаты, подняв 76 килограммов в рывке и 93 в точке. Её суммарные 169 кг позволили стать 23-й среди лучших тяжелоатлеток мира.
С 2012 по 2014 годы Дженнифер постепенно улучшала свои результаты, подняв 167, 178 и 194 килограмма, соответственно. Тем не менее выше шестого места в весовой категории до 58 килограммов ей подняться не удалось. На чемпионате мира 2014 с результатом 193 кг (83 + 110) она стала семнадцатой.
На чемпионате Европы 2015 года Дженнифер улучшила свой рекорд, подняв 195 кг, но стала лишь седьмой. На чемпионате мира она ещё на один килограмм улучшила результат европейского первенства, заняв итоговое 20-е место. В следующем году она подняла на чемпионате Европы на четыре килограмма меньше прошлогоднего результата и стала восьмой. Такой же вес покорился Ломбардо и на чемпионате мира 2017 года, где она стала одиннадцатой.
На чемпионате Европы 2018 года Ломбардо завоевала серебряную медаль в категории до 53 кг, подняв в рывке 84 килограмма и в толчке 107 кг. В том же году она выиграла Средиземноморские Игры с результатом 193 кг (85 + 108).